# Patrick Ebert
Patrick Ebert, född 17 mars 1987 i Potsdam i Östtyskland, är en tysk fotbollsspelare som spelar för Xanthi.

## Karriär
I oktober 2020 värvades Ebert av grekiska Xanthi, där han skrev på ett ettårskontrakt.

## Meriter
- U21-EM: 2009